# Harder... Faster
Harder... Faster è l'ottavo album in studio del gruppo rock canadese April Wine, pubblicato nel 1979.

## Tracce
Tutti i brani sono di Myles Goodwyn, eccetto dove indicato.
1. I Like to Rock – 4:23
2. Say Hello – 2:59
3. Tonite – 4:12
4. Ladies Man – 3:36
5. Before the Dawn (Brian Greenway) – 4:21
6. Babes in Arms – 3:21
7. Better Do It Well (Myles Goodwyn, Gary Moffet) – 3:34
8. 21st Century Schizoid Man (Robert Fripp, Michael Giles, Greg Lake, Ian McDonald, Peter Sinfield) – 6:24

## Formazione
- Myles Goodwyn – voce, chitarra
- Brian Greenway – voce, chitarra
- Gary Moffet – chitarra, cori
- Jerry Mercer – percussioni
- Steve Lang – basso, cori